# کبوترخانه پایین بند
کبوتر خانه پایین بند مربوط به دوره پهلوی اول است و در داخل شهرستان خمین واقع شده و این اثر در تاریخ ۲۰ اسفند ۱۳۸۵ با شمارهٔ ثبت ۱۸۰۱۱ به‌عنوان یکی از آثار ملی ایران به ثبت رسیده‌است.